# BRM P201
BRM P201 — шасси команды British Racing Motors в «Формуле-1», использовавшееся с 1974 по 1977 годы. Это последний автомобиль, принёсший BRM очки в «Формуле-1».

## 1974
British Racing Motors начали использовать BRM P201 с сезона 1974 Формулы-1 в качестве замены устаревающему BRM P160. Первый опыт — ЮАР, третий этап сезона — выдался успешным: Жан-Пьер Бельтуаз, стартовав 11-м, финишировал вторым. Бельтуаз продолжил выступать на BRM P201 до конца сезона, заняв пятое место на Гран-при Бельгии. Однако это были единственные очки, набранные на BRM P201, несмотря на то, что, начиная с Гран-при Швеции (седьмой гонки сезона), автомобиль использовался и другими пилотами BRM — Франсуа Миго, Анри Пескароло и Крисом Эймоном, примкнувшим к команде в двух последних гонках. В Кубке Конструкторов British Racing Motors стали седьмыми, набрав 10 очков. Жан-Пьер Бельтуаз занял 13-е место в чемпионате пилотов, будучи единственным пилотом BRM, набиравшим очки.

## 1975
В сезоне 1975 Формулы-1 все пилоты BRM — Франсуа Миго, Анри Пескароло, Жан-Пьер Бельтуаз и Крис Эймон — покинули команду. Команда приняла участие лишь в 11 из 14 гонок сезона и всякий раз выставляла на них лишь одного пилота. В первых двух гонках сезона — Гран-при Аргентины и Бразилии — это был Майк Уайлдс, а в остальных девяти этапах, в которых BRM принимали участие, за команду ездил Боб Эванс. Ни одному из них не удалось набрать очков, а на Гран-при Монако Боб Эванс даже не прошёл квалификацию. В остальных гонках пилоты BRM стартовали с 20-го места и ниже.

## 1976
В 1976 единственным стартом British Racing Motors было Гран-при Бразилии. Выступавший на BRM P201 Ян Эшли стартовал 21-м и проехал лишь два круга, сойдя с трассы из-за дефекта маслонасоса.

## 1977
Сезон 1977 Формулы-1 стал последним для команды British Racing Motors. В этом году основным автомобилем команды был BRM P207. Последней гонкой с участием BRM P201 стал второй этап сезона 1977, в котором Ларри Перкинс за рулём BRM P201 финишировал 15-м.